# IMJMWDP
IMJMWDP에는 다음과 같은 뜻이 있다.

## 힙합 용어
IMJMWDP는 대한민국의 래퍼 스윙스가 설립한 3개의 힙합 레이블을 묶어서 말할 때 사용하는 표현이다.
IM은 인디고뮤직('I'ndigo 'M'usic)을, JM은 저스트뮤직('J'ust 'M'usic)을, WDP는 위더플럭 레코즈('W'e'D'a'P'lugg)를 의미한다.

## 힙합 음반
IMJMWDP는 스윙스의 레이블 소속 아티스트들이 참여한 음반이다.